# Marele necaz
Marele Necaz sau Necazul cel Mare este numele dat la un eveniment (sau evenimente) menționat(e) în Matei 24:21, precum și în alte pasaje din Noul Testament din Biblia creștină.

## Diverse opinii
În opinia unor creștini care cercetează viitorul pe baza escatologiei creștine, Marele Necaz este o perioadă relativ scurtă de timp pentru oamenii care vor urma pe Dumnezeu, aceștia vor trăi persecuția din întreaga lume și vor purificați și întăriți de aceasta.

### Opinia preteriștilor
În opinia altor creștini (preteriștii ), Marele Necaz a avut loc deja în trecut, atunci când legiunile romane au distrus Ierusalimul și templul său în anul 70 d.Hr. în timpul etapelor care au marcat sfârșitul primului război dintre evrei și romani. Așadar este considerat un eveniment care a afectat poporul evreu mai degrabă decât întreaga omenire.

### Vederi istorice

Mai multe versiuni creștine ale momentului când va avea loc Răpirea Bisericii în funcție de Necazul cel Mare